# 津和野信用金庫
津和野信用金庫（つわのしんようきんこ）は、かつて島根県鹿足郡津和野町に本店を置いていた信用金庫。

## 概要
統一金融機関コードは1715、合併前時点での店舗数は11ヶ店（うち、島根県：6ヶ店・山口県：5ヶ店）だった。
2007年1月9日をもって、山口県の下関信用金庫・吉南信用金庫・宇部信用金庫との対等合併によって解散し、存続金庫である下関信用金庫は西中国信用金庫と改称した。
なお、津和野信金が行っていた山陰合同銀行とのATM相互出金無料提携「さんいんネットサービス」については、合併に伴って存続金庫の本店所在地が山口県になったことから本サービスから脱退し、それ以降の出金については他行（MICS）扱いの手数料となった。山口銀行とのATM相互出金無料提携「YSネットサービス」については、合併後も継続されている。

## 沿革
- 1949年2月11日　市街地信用組合として津和野町信用組合設立。
- 1950年4月1日　信用協同組合に転換、津和野信用組合に改組。
- 1952年6月10日　信用金庫に転換、津和野信用金庫に改組。
- 1972年7月1日　西京信用組合（山口県）と合併。
- 2004年10月1日　山陰合同銀行とATM・CD相互無料提携（さんいんネットサービス）を開始。
- 2007年1月7日　山陰合同銀行とのATM・CD相互無料提携（さんいんネットサービス）を解消（後述の合併に伴う脱退による）。
- 2007年1月9日　下関信金・吉南信金・宇部信金との対等合併により、西中国信用金庫（存続金庫は下関信用金庫）となり消滅。